# Bhiwāpur
Bhiwāpur är en ort i Indien.   Den ligger i distriktet Nagpur och delstaten Maharashtra, i den centrala delen av landet, 900 km söder om huvudstaden New Delhi. Bhiwāpur ligger 260 meter över havet och antalet invånare är 18 000.
Terrängen runt Bhiwāpur är platt. Runt Bhiwāpur är det ganska tätbefolkat, med 199 invånare per kvadratkilometer. Närmaste större samhälle är Pauni, 12,5 km öster om Bhiwāpur. Trakten runt Bhiwāpur består till största delen av jordbruksmark.